# Dano Halsall
Dano Halsall, né le 16 février 1963 à Genève, est un nageur suisse.
Vice-champion, champion et recordman du monde (22 s 52 sur le 50 mètres nage libre le 21 juillet 1985 à Bellinzone en Suisse).
Il a été 86 fois champion de Suisse et 92 fois recordman de Suisse.

## Biographie
Dano Halsall naît le 16 février 1963 à Genève d'un père jamaïcain et d'une mère suisse[réf. souhaitée].
Il est père de deux enfants.

## Parcours sportif
Dano Halsall commence la natation en 1971 à Genève[réf. souhaitée].
86 fois champion de Suisse et 92 fois recordman de Suisse, il effectue toute sa carrière en Suisse.
Le 21 juillet 1985, à Bellinzone, il bat le record du monde du 50 m nage libre avec un temps de 22 s 52,. L’année suivante à Madrid, il remporte la médaille d'argent du 50 m nage libre aux championnats du monde. En 1990 à Rome, il remporte la médaille d'or du 50 m nage libre lors de la Coupe du monde.
Il prend sa retraite sportive en 1992.

## Palmarès
- Championnats du monde
  -  Médaillé d'argent sur 50 m nage libre aux Championnats du monde 1986 à Madrid.

- Vainqueur de la coupe du monde 1990 à Rome.